# Voo OAV302 da OMNI
Em Fevereiro de 2021, o Voo OAV302 operado pela companhia aérea portuguesa de voos privados OMNI, foi apreendido pela Polícia Federal do Brasil. Dentro do avião estavam 587 quilos de cocaína, que tinham sido escondidos na fuselagem do avião.
Na lista de passageiros estavam várias personalidades ligadas ao mundo do futebol, onde se incluem João Loureiro (ex-dirigente do Boavista FC e filho de Valentim Loureiro), Lucas Veríssimo da Silva (jogador no Benfica), Bruno Carvalho dos Santos (agente de jogadores de futebol), Hugo Cajuda de Sousa (agente de jogadores de futebol). Também inclusos na lista de passageiros estavam Paulo Saturnino Cunha, Bruno Macedo e Mansur Mohamed Heredia, um cidadão espanhol que já era considerado suspeito pelo tráfico de droga pela Polícia Judiciária de Portugal.
O avião voou primeiro a partir de Portugal para São Paulo, sendo que na viagem de retorno de Portugal, existiam escalas em Salvador da Bahia e Cabo Verde. Ao sair de São Paulo e em direcção a Salvador, o piloto percebeu um problema com os comandos do avião, aterrou e pediu a inspecção por técnicos de manutenção. Foram os técnicos da manutenção que foram ao avião para verificar o problema e descobriram parte da droga que relataram à Polícia Federal.  O Brasil é considerado um importante intermediário nas rotas de embarque para a Europa da cocaína produzida nos países da América Latina.

## Rota original do voo
Segundo dados públicos do Flightradar24, o Falcon 900 com matrícula CS-DTP chegou ao Brasil em 28 de janeiro de 2021, após sair de Portugal. A aeronave parou em Salvador e prosseguiu para Jundiaí, no interior paulista.
Na viagem de retorno para Portugal, o avião faria escalas em Salvador (Bahia) e na ilha do Sal, em Cabo Verde. Entre as escalas e os voos, a viagem de volta iria ter uma duração superior a 28 horas. Em Salvador, o avião tinha prevista uma paragem de mais de 16 horas. A viagem de Jundiaí para o aeródromo municipal de Cascais (Tires) custaria à volta de 170 mil euros.

## Envolvimento de João Loureiro
João Loureiro, o ex-presidente do Boavista terá sido quem pediu à companhia de aviação lugares para os profissionais ligados ao futebol que constaram da folha de voo do jato privado onde foi encontrada a cocaína.
Inicialmente João Loureiro alegou nunca ter estado no avião quando este estava no voo de volta a Portugal. Essa informação foi no entanto revelada como falsa quando em 27 de Feveiro de 2021 foi revelado que Loureiro estava no avião quando este viajou do São Paulo até Salvador da Bahia, com a cocaína dissimulada na fuselagem a bordo.